# Campeonato Brasileiro Série A 2024
Die Campeonato Brasileiro Série A 2024 war die 68. Spielzeit der höchsten brasilianischen Fußballliga, der Série A.

## Saisonverlauf
Die Meisterschaft begann am 13. April 2024 und endete am 8. Dezember desselben Jahres. Sie wurde im Ligamodus mit Hin- und Rückspiel ausgetragen. Am Ende der Saison stiegen die Mannschaften auf den Plätzen 17 bis 20 in die Série B 2025 ab. Am letzten Spieltag konnte sich der Botafogo FR den Meistertitel zum dritten Mal sichern.

### Qualifizierte Teams
16 Teams aus der Série A 2023:
- Botafogo FR
- SE Palmeiras
- Red Bull Bragantino
- Fluminense FC
- Grêmio FBPA
- CR Flamengo
- Atlético Mineiro
- Athletico Paranaense
- SC Internacional
- FC São Paulo
- Fortaleza EC
- Cuiabá EC
- SC Corinthians
- Cruzeiro EC
- CR Vasco da Gama
- EC Bahia

4 Aufsteiger aus der Série B 2023:
- EC Vitória
- EC Juventude
- Criciúma EC
- Atlético Goianiense

### Regeländerungen
Die Klubs hatten sich vor Beginn der Saison darüber verständigt, dass künftig bis zu neun Spieler einer Mannschaft in einem Spiel aus dem Ausland kommen dürfen. Bereits in der Série A 2023 war diese Begrenzung von fünf auf sieben Spieler gestiegen. Des Weiteren wurde entschieden, dass Klubs die auf Kunstrasen spielen, es Gastmannschaften erlauben müssen, einen Tag vor einer Partie eine Trainingseinheit auf diesem Platz abzuhalten.

### Spielverlegungen
Eine Unterbrechung der Saison aufgrund der Copa América 2024, welche zeitgleich mit der Europameisterschaft 2024 vom 20. Juni bis 14. Juli 2024 stattfindet, lehnte der CBF ab. Für den Wettbewerb stellten 17 Klubs aus der Série A und der Série B 36 Spieler ab.
Die Partie zwischen Cuiabá EC und EC Vitória am 16. April am zweiten Spieltag wurde verlegt. Hintergrund war die Halbfinalteilnahme im Copa Verde 2024 von Cuiabá gegen den Vila Nova FC am 17. April. Am dritten Spieltag wurde das Treffen zwischen Criciúma EC und dem Fortaleza EC wegen des Viertelfinalspiels von Fortaleza in der Copa do Nordeste 2024 gegen den AA Altos verlegt.
Aufgrund massiver Regenfälle im Bundesstaat Rio Grande do Sul, wurden für den fünften Spieltag alle Spiele für Mannschaften aus der Region abgesagt. Diese traf auch für Klubs zu, welche zu ein Auswärtsspiel in einem anderen Bundesstaat antreten sollten. Insgesamt waren in der Liga drei Partien betroffen. Auch am sechsten Spieltag kam es zu Ausfällen. Die Partie zwischen Criciúma und Cuiabá, aufgrund des Halbfinalrückspiels zwischen Vila Nova und Cuiabá in der Copa Verde, verlegt. Aufgrund der katastrophalen Bedingungen in Rio Grande do Sul, hatte der CBF zugestimmt, alle Spiele in der Region bis zum 27. Mai auszusetzen. Dadurch entfielen weiterhin die Treffen von Grêmio, Internacional und Juventude.
Am 12. Mai hatten die drei Erstligaklubs Grêmio, Internacional und Juventude beantragt, den Spielbetrieb für die Meisterschaft für drei Tage einzustellen. Einen Tag später veröffentlichte die Liga Forte União, eine Gruppe von 31 Klubs, davon elf aus der Série A (Athletico-PR, Atlético-GO, Botafogo, Criciúma, Cruzeiro, Cuiabá, Fluminense, Fortaleza, Internacional, Juventude und Vasco), den Antrag beim Verband, die Meisterschaften bis zum 31. Mai vollständig auszusetzen. Der CBF wollte diesem nicht stattgeben, sagte aber eine Konferenz für den 27. Mai zu, nachdem das Sportministerium diesen aufgefordert hatte, die Turniere auf unbestimmte Zeit einzustellen.
Am 15. Mai gab der CBF dem Antrag der Liga Forte União statt und setzte die Spiele für den siebten und achten Spieltag aus. Kurz darauf gab der Verbandschef bekannt, den Wettbewerb nicht über das geplante Enddatum vom 8. Dezember verlängern zu wollen, um in keine Konflikte mit dem vollen Spielplan 2025 zu kommen. Er führte hierzu auch die mögliche Teilnahme eines brasilianischen Klubs am FIFA-Interkontinental-Pokal im Dezember an, sowie als zusätzlichen Termin die FIFA-Klub-Weltmeisterschaft 2025 an.
Aufgrund von Nachholspielen in der Copa do Brasil 2024, welche auch aufgrund der Regenkatastrophe entstanden, wurden die Paarungen Cuiabá gegen Juventude und Red Bull Bragantino gegen Internacional vom 16. Spieltag verlegt. Selbiger Grund war die Ursache für die Verlegungen des folgenden Spieltages von Fluminense gegen Athletico Paranaense und Internacioal gegen Flamengo. Am 19. Spieltag wurden vier Partien verschoben von Klubs, welche in der Playoff-Runde der Copa Sudamericana 2024 antreten mussten.

## Qualifikation für andere Wettbewerbe
Der Meister qualifiziert sich für die Teilnahme an der Supercopa do Brasil. Ferner bekommen die besten sechs Klubs aus der Liga sowie der Copa do Brasil 2024 Sieger eine Startberechtigung für die Copa Libertadores 2025. Die Plätze sieben bis zwölf qualifizieren sich für die Copa Sudamericana 2025.

## Tabelle
Bei Punktgleichheit in der Tabelle ergeben folgende Kriterien die Platzierung:
1. Anzahl Siege
2. Tordifferenz
3. Anzahl erzielter Tore
4. Direkter Vergleich
5. Anzahl Rote Karten
6. Anzahl Gelbe Karten
7. Auslosung

| Pl. | Verein                  | Sp. | S  | U  | N  | Tore    | Diff. | Punkte | Anm. |
| --- | ----------------------- | --- | -- | -- | -- | ------- | ----- | ------ | ---- |
| 1.  | Botafogo FR             | 38  | 23 | 10 | 5  | 059:290 | +30   | 79     | CL–G |
| 2.  | SE Palmeiras (M)        | 38  | 22 | 7  | 9  | 060:330 | +27   | 73     | CL–G |
| 3.  | CR Flamengo             | 38  | 20 | 10 | 8  | 061:420 | +19   | 70     | CL–G |
| 4.  | Fortaleza               | 38  | 19 | 11 | 8  | 053:390 | +14   | 68     | CL–G |
| 5.  | SC Internacional        | 38  | 18 | 11 | 9  | 053:360 | +17   | 65     | CL–G |
| 6.  | FC São Paulo            | 38  | 17 | 8  | 13 | 053:430 | +10   | 59     | CL–G |
| 7.  | SC Corinthians          | 38  | 15 | 11 | 12 | 054:450 | +9    | 56     | CL–Q |
| 8.  | Bahia                   | 38  | 15 | 8  | 15 | 049:490 | ±0    | 53     | CL–Q |
| 9.  | Cruzeiro EC             | 38  | 14 | 10 | 14 | 043:410 | +2    | 52     | CS   |
| 10. | CR Vasco da Gama        | 38  | 14 | 8  | 16 | 043:560 | −13   | 50     | CS   |
| 11. | EC Vitória (N)          | 38  | 13 | 8  | 17 | 045:520 | −7    | 47     | CS   |
| 12. | Atlético Mineiro        | 38  | 11 | 14 | 13 | 047:540 | −7    | 47     | CS   |
| 13. | Fluminense FC           | 38  | 12 | 10 | 16 | 033:390 | −6    | 46     | CS   |
| 14. | Grêmio FBPA             | 38  | 12 | 9  | 17 | 044:500 | −6    | 45     | CS   |
| 15. | EC Juventude (N)        | 38  | 11 | 12 | 15 | 048:590 | −11   | 45     |      |
| 16. | Red Bull Bragantino     | 38  | 10 | 14 | 14 | 044:480 | −4    | 44     |      |
| 17. | Athletico Paranaense    | 38  | 11 | 9  | 18 | 040:460 | −6    | 42     | ▼    |
| 18. | Criciúma EC (N)         | 38  | 9  | 11 | 18 | 042:610 | −19   | 38     | ▼    |
| 19. | Atlético Goianiense (N) | 38  | 7  | 9  | 22 | 029:580 | −29   | 30     | ▼    |
| 20. | Cuiabá EC               | 38  | 6  | 12 | 20 | 029:490 | −20   | 30     | ▼    |

| Zum Saisonende 2024: CL–G – Qualifikation für die Gruppenphase der Copa Libertadores 2025 CL–G Qualifikation für die Gruppenphase der Copa Libertadores 2025 als Copa Libertadores 2024 Sieger CL–G Qualifikation für die Gruppenphase der Copa Libertadores 2025 als Pokalsieger 2024 CL–Q – Qualifikation für die Qualifikationsrunde der Copa Libertadores 2025 CS – Qualifikation für die Copa Sudamericana 2025 Abstiegsplatz in die Série B 2025 |

| Zum Saisonende 2023: |                                 |
| (M)                  | Meister des Vorjahres           |
| (N)                  | Aufsteiger aus der Série B 2023 |

## Kreuztabelle
| 2024           | Athletico Paranaense | Atlético Goianiense | Atlético Mineiro | EC Bahia | Botafogo FR | Red Bull Bragantino | SC Corinthians | Criciúma EC | Cruzeiro EC | Cuiabá EC | CR Flamengo | Fluminense FC | Fortaleza EC | Grêmio FBPA | SC Internacional | EC Juventude | SE Palmeiras | FC São Paulo | CR Vasco da Gama | EC Vitória |
| -------------- | -------------------- | ------------------- | ---------------- | -------- | ----------- | ------------------- | -------------- | ----------- | ----------- | --------- | ----------- | ------------- | ------------ | ----------- | ---------------- | ------------ | ------------ | ------------ | ---------------- | ---------- |
| Athletico (PR) | –                    | 2:0                 | 1:0              | 1:3      | 0:1         | 1:2                 | 1:1            | 3:1         | 3:0         | 4:0       | 1:1         | 1:1           | 1:1          | 0:2         | 1:0              | 1:2          | 0:2          | 1:2          | 1:0              | 1:2        |
| Atlético (GO)  | 1:2                  | –                   | 1:0              | 1:1      | 1:4         | 0:0                 | 2:2            | 1:2         | 0:1         | 0:0       | 1:2         | 1:0           | 3:1          | 1:1         | 1:0              | 2:1          | 0:1          | 0:3          | 0:1              | 0:2        |
| Atlético (MG)  | 1:0                  | 1:1                 | –                | 1:1      | 0:0         | 3:0                 | 2:1            | 1:1         | 3:0         | 1:1       | 2:4         | 0:2           | 1:1          | 2:1         | 1:3              | 2:3          | 0:4          | 2:1          | 2:0              | 2:2        |
| Bahia          | 1:1                  | 2:0                 | 3:0              | –        | 0:0         | 1:0                 | 0:1            | 1:0         | 4:1         | 1:2       | 0:2         | 2:1           | 1:0          | 1:0         | 1:1              | 2:0          | 1:2          | 0:3          | 2:1              | 2:0        |
| Botafogo       | 1:1                  | 1:0                 | 3:0              | 1:2      | –           | 2:1                 | 2:1            | 1:1         | 0:3         | 0:0       | 4:1         | 1:0           | 2:0          | 0:0         | 1:0              | 5:1          | 1:0          | 2:1          | 3:0              | 1:1        |
| Bragantino     | 1:0                  | 3:1                 | 1:2              | 2:1      | 0:1         | –                   | 1:0            | 5:1         | 1:1         | 0:0       | 1:1         | 0:1           | 1:2          | 2:2         | 2:2              | 2:1          | 0:0          | 1:1          | 2:1              | 2:1        |
| Corinthians    | 5:2                  | 3:0                 | 0:0              | 3:0      | 0:1         | 1:1                 | –              | 2:1         | 2:1         | 1:1       | 2:1         | 3:0           | 0:0          | 2:2         | 2:2              | 1:1          | 2:0          | 2:2          | 3:1              | 3:2        |
| Criciúma       | 0:0                  | 2:0                 | 2:1              | 2:2      | 2:1         | 1:0                 | 2:4            | –           | 1:0         | 2:5       | 0:3         | 1:1           | 1:1          | 0:1         | 1:1              | 1:1          | 1:2          | 1:1          | 2:2              | 0:1        |
| Cruzeiro       | 2:0                  | 3:1                 | 0:0              | 1:1      | 3:2         | 2:1                 | 3:0            | 2:1         | –           | 2:1       | 0:1         | 2:0           | 1:2          | 1:1         | 0:0              | 2:0          | 1:2          | 0:1          | 1:1              | 3:1        |
| Cuiabá         | 1:2                  | 0:0                 | 0:3              | 1:2      | 1:2         | 1:1                 | 0:1            | 2:1         | 0:0         | –         | 1:2         | 0:1           | 5:0          | 1:3         | 0:1              | 0:0          | 0:2          | 2:0          | 1:2              | 0:0        |
| Flamengo       | 1:0                  | 2:0                 | 0:0              | 2:1      | 0:2         | 2:1                 | 2:0            | 2:1         | 2:1         | 1:1       | –           | 0:2           | 1:2          | 2:1         | 3:2              | 4:2          | 1:1          | 2:1          | 1:1              | 2:2        |
| Fluminense     | 1:0                  | 1:2                 | 2:2              | 1:0      | 0:1         | 2:2                 | 0:0            | 0:0         | 1:0         | 1:0       | 0:1         | –             | 2:2          | 2:2         | 1:1              | 1:1          | 1:0          | 2:0          | 2:1              | 0:1        |
| Fortaleza      | 1:0                  | 3:1                 | 1:1              | 4:1      | 1:1         | 1:1                 | 1:0            | 1:0         | 1:1         | 1:0       | 0:0         | 1:0           | –            | 1:0         | 3:0              | 2:1          | 3:0          | 1:0          | 3:0              | 3:1        |
| Grêmio         | 2:0                  | 3:1                 | 2:3              | 0:2      | 1:2         | 0:2                 | 0:3            | 1:2         | 0:2         | 1:0       | 3:2         | 1:0           | 3:1          | –           | 0:1              | 2:2          | 2:2          | 2:1          | 1:0              | 2:0        |
| Internacional  | 2:2                  | 1:1                 | 1:2              | 2:1      | 0:1         | 4:1                 | 1:0            | 2:0         | 1:0         | 3:0       | 1:1         | 2:0           | 2:1          | 1:0         | –                | 2:1          | 1:1          | 0:0          | 1:2              | 3:1        |
| Juventude      | 1:1                  | 1:0                 | 1:1              | 2:1      | 3:2         | 1:1                 | 2:0            | 1:2         | 0:1         | 1:1       | 2:1         | 2:1           | 0:3          | 3:0         | 1:3              | –            | 3:5          | 0:0          | 2:0              | 1:1        |
| Palmeiras      | 0:2                  | 3:1                 | 2:1              | 2:0      | 1:3         | 2:1                 | 2:0            | 5:0         | 2:0         | 5:0       | 0:0         | 0:1           | 2:2          | 1:0         | 0:1              | 3:1          | –            | 2:1          | 2:0              | 0:2        |
| São Paulo      | 2:1                  | 1:0                 | 2:2              | 3:1      | 2:2         | 2:0                 | 3:1            | 2:1         | 2:0         | 0:1       | 1:0         | 2:1           | 1:2          | 1:0         | 1:3              | 1:2          | 0:0          | –            | 3:0              | 2:1        |
| Vasco          | 2:1                  | 2:2                 | 2:0              | 3:2      | 1:1         | 2:2                 | 2:0            | 0:4         | 0:0         | 1:0       | 1:6         | 2:0           | 2:0          | 2:1         | 0:1              | 1:1          | 0:1          | 4:1          | –                | 2:1        |
| Vitória        | 0:1                  | 0:2                 | 4:2              | 2:2      | 0:1         | 1:0                 | 1:2            | 2:1         | 2:2         | 1:0       | 1:2         | 2:1           | 2:0          | 1:1         | 2:1              | 1:0          | 0:1          | 1:3          | 0:1              | –          |

## Platzierungsverlauf
| Spieltag / Mannschaft | 1  | 2  | 3  | 4  | 5  | 6  | 7  | 8  | 9  | 10 | 11 | 12 | 13 | 14 | 15 | 16 | 17 | 18 | 19 | 20 | 21 | 22 | 23 | 24 | 25 | 26 | 27 | 28 | 29 | 30 | 31 | 32 | 33 | 34 | 35 | 36 | 37 | 38 |
| Spieltag / Mannschaft |    |    |    |    |    |    |    |    |    |    |    |    |    |    |    |    |    |    |    |    |    |    |    |    |    |    |    |    |    |    |    |    |    |    |    |    |    |    |
| --------------------- | -- | -- | -- | -- | -- | -- | -- | -- | -- | -- | -- | -- | -- | -- | -- | -- | -- | -- | -- | -- | -- | -- | -- | -- | -- | -- | -- | -- | -- | -- | -- | -- | -- | -- | -- | -- | -- | -- |
| Ath. Paranaense       | 01 | 07 | 04 | 04 | 01 | 01 | 06 | 04 | 04 | 04 | 06 | 08 | 05 | 07 | 06 | 08 | 08 | 10 | 08 | 08 | 08 | 08 | 09 | 11 | 11 | 11 | 11 | 11 | 13 | 14 | 12 | 14 | 14 | 14 | 15 | 14 | 16 | 17 |
| Atl. Goianiense       | 17 | 20 | 20 | 19 | 19 | 20 | 18 | 18 | 14 | 16 | 16 | 17 | 17 | 19 | 19 | 19 | 19 | 20 | 20 | 20 | 20 | 20 | 20 | 20 | 20 | 20 | 20 | 20 | 20 | 20 | 20 | 20 | 20 | 20 | 20 | 20 | 19 | 19 |
| Atl. Mineiro          | 12 | 14 | 07 | 02 | 04 | 03 | 07 | 05 | 06 | 08 | 09 | 07 | 09 | 10 | 11 | 10 | 10 | 08 | 10 | 09 | 09 | 09 | 08 | 10 | 10 | 10 | 09 | 10 | 10 | 09 | 10 | 10 | 10 | 11 | 10 | 13 | 14 | 12 |
| Bahia                 | 18 | 11 | 09 | 05 | 02 | 02 | 02 | 02 | 03 | 05 | 03 | 02 | 04 | 04 | 05 | 04 | 05 | 06 | 07 | 07 | 07 | 07 | 05 | 06 | 07 | 06 | 07 | 07 | 07 | 07 | 07 | 07 | 08 | 08 | 08 | 07 | 08 | 08 |
| Botafogo              | 14 | 09 | 03 | 01 | 03 | 07 | 04 | 03 | 01 | 02 | 05 | 03 | 03 | 02 | 02 | 01 | 01 | 01 | 01 | 02 | 01 | 01 | 01 | 02 | 01 | 01 | 01 | 01 | 01 | 01 | 01 | 01 | 01 | 01 | 02 | 01 | 01 | 01 |
| Bragantino            | 08 | 05 | 01 | 03 | 06 | 10 | 08 | 10 | 08 | 10 | 07 | 10 | 11 | 08 | 10 | 11 | 12 | 09 | 12 | 13 | 13 | 13 | 14 | 14 | 12 | 12 | 12 | 12 | 14 | 15 | 17 | 17 | 18 | 18 | 18 | 18 | 17 | 16 |
| Corinthians           | 13 | 17 | 18 | 15 | 15 | 16 | 17 | 16 | 17 | 18 | 18 | 18 | 19 | 17 | 17 | 17 | 17 | 16 | 15 | 16 | 18 | 18 | 18 | 18 | 17 | 18 | 18 | 18 | 18 | 18 | 16 | 13 | 11 | 09 | 09 | 08 | 07 | 07 |
| Criciúma              | 10 | 13 | 16 | 10 | 05 | 09 | 12 | 13 | 12 | 12 | 10 | 12 | 12 | 12 | 12 | 12 | 13 | 14 | 13 | 11 | 10 | 12 | 11 | 12 | 13 | 14 | 14 | 15 | 12 | 12 | 13 | 16 | 16 | 17 | 17 | 17 | 18 | 18 |
| Cruzeiro              | 02 | 04 | 12 | 07 | 09 | 06 | 10 | 09 | 10 | 07 | 08 | 06 | 08 | 09 | 07 | 06 | 06 | 07 | 04 | 04 | 05 | 06 | 07 | 07 | 05 | 07 | 08 | 08 | 08 | 08 | 08 | 08 | 07 | 07 | 07 | 09 | 09 | 09 |
| Cuiabá                | 20 | 18 | 19 | 20 | 20 | 18 | 19 | 19 | 15 | 14 | 14 | 14 | 14 | 15 | 16 | 16 | 15 | 15 | 16 | 19 | 19 | 19 | 19 | 19 | 19 | 19 | 19 | 19 | 19 | 19 | 19 | 19 | 19 | 19 | 19 | 19 | 20 | 20 |
| Flamengo              | 06 | 01 | 02 | 08 | 10 | 04 | 01 | 01 | 02 | 01 | 01 | 01 | 01 | 01 | 01 | 03 | 03 | 03 | 02 | 01 | 02 | 02 | 03 | 03 | 04 | 04 | 04 | 04 | 04 | 04 | 04 | 04 | 04 | 04 | 05 | 03 | 03 | 03 |
| Fluminense            | 09 | 15 | 10 | 16 | 16 | 17 | 16 | 17 | 19 | 20 | 20 | 20 | 20 | 20 | 20 | 20 | 20 | 19 | 17 | 15 | 14 | 16 | 16 | 16 | 14 | 15 | 16 | 16 | 16 | 11 | 14 | 15 | 15 | 15 | 16 | 16 | 15 | 13 |
| Fortaleza             | 03 | 06 | 08 | 11 | 13 | 13 | 11 | 11 | 11 | 11 | 12 | 11 | 10 | 11 | 08 | 07 | 07 | 04 | 05 | 05 | 03 | 03 | 02 | 01 | 02 | 03 | 03 | 03 | 03 | 03 | 03 | 03 | 03 | 03 | 04 | 05 | 05 | 04 |
| Grêmio                | 16 | 08 | 05 | 09 | 14 | 14 | 14 | 14 | 18 | 19 | 19 | 19 | 18 | 18 | 18 | 18 | 18 | 18 | 18 | 17 | 16 | 15 | 15 | 15 | 16 | 16 | 15 | 14 | 11 | 13 | 11 | 11 | 12 | 13 | 14 | 11 | 12 | 14 |
| Internacional         | 04 | 02 | 06 | 06 | 08 | 05 | 03 | 06 | 09 | 06 | 04 | 05 | 06 | 06 | 09 | 09 | 09 | 11 | 09 | 10 | 11 | 10 | 12 | 09 | 09 | 08 | 06 | 06 | 06 | 06 | 05 | 05 | 05 | 05 | 03 | 04 | 04 | 05 |
| Juventude             | 11 | 03 | 13 | 13 | 11 | 12 | 13 | 12 | 13 | 13 | 13 | 13 | 13 | 13 | 13 | 14 | 14 | 13 | 14 | 14 | 15 | 14 | 13 | 13 | 15 | 13 | 13 | 13 | 15 | 16 | 18 | 19 | 17 | 16 | 13 | 15 | 13 | 15 |
| Palmeiras             | 07 | 12 | 11 | 12 | 07 | 11 | 09 | 08 | 05 | 03 | 02 | 04 | 02 | 03 | 03 | 02 | 02 | 02 | 03 | 03 | 04 | 04 | 04 | 04 | 03 | 02 | 02 | 02 | 02 | 02 | 02 | 02 | 02 | 02 | 01 | 02 | 02 | 02 |
| São Paulo             | 15 | 19 | 14 | 14 | 12 | 08 | 05 | 07 | 07 | 09 | 11 | 09 | 07 | 05 | 04 | 05 | 04 | 05 | 06 | 06 | 06 | 05 | 06 | 05 | 06 | 05 | 05 | 05 | 05 | 05 | 06 | 06 | 06 | 06 | 06 | 06 | 06 | 06 |
| Vasco da Gama         | 05 | 10 | 15 | 17 | 17 | 15 | 15 | 15 | 16 | 17 | 15 | 16 | 16 | 14 | 14 | 13 | 11 | 12 | 11 | 12 | 12 | 11 | 10 | 08 | 08 | 09 | 10 | 09 | 09 | 10 | 09 | 09 | 09 | 10 | 11 | 12 | 10 | 10 |
| Vitória               | 19 | 16 | 17 | 18 | 18 | 19 | 20 | 20 | 20 | 15 | 17 | 15 | 15 | 16 | 15 | 15 | 16 | 17 | 19 | 18 | 17 | 17 | 17 | 17 | 18 | 17 | 17 | 17 | 17 | 17 | 15 | 12 | 13 | 12 | 12 | 10 | 11 | 11 |

## Spielerstatistiken

### Torschützenliste
| Pl. | Spieler           | Klub             | Tore | Elfmeter | Spiele |
| --- | ----------------- | ---------------- | ---- | -------- | ------ |
| 1   | Alerrandro        | Vitória          | 15   | 3        | 29     |
|     | Yuri Alberto      | Corinthians      | 15   | 4        | 34     |
| 3   | Estêvão Willian   | Palmeiras        | 13   | 3        | 31     |
| 4   | Pablo Vegetti     | Vasco da Gama    | 12   | 0        | 35     |
| 5   | Pedro             | Flamengo         | 11   | 4        | 21     |
|     | Luciano           | São Paulo        | 11   | 1        | 31     |
|     | Raphael Veiga     | Palmeiras        | 11   | 3        | 34     |
|     | Wesley            | Internacional    | 11   | 0        | 33     |
| 9   | Hulk              | Atlético Mineiro | 10   | 4        | 24     |
|     | José Manuel López | Palmeiras        | 10   | 0        | 35     |
|     | Lucas Moura       | São Paulo        | 10   | 2        | 28     |
|     | Rodrigo Garro     | Corinthians      | 10   | 1        | 36     |

### Hattrick
| Spieler       | Klub      | Gegner    | Ergebnis | erzielte Tore | Spieltag | Quelle |
| ------------- | --------- | --------- | -------- | ------------- | -------- | ------ |
| Raphael Veiga | Palmeiras | Juventude | 5:3      | 44′, 50′, 90′ | 30.      | [ 8 ]  |

### Vorlagengeberliste
| Pl. | Spieler            | Verein      | Vorlagen | Tore | Spiele |
| --- | ------------------ | ----------- | -------- | ---- | ------ |
| 1   | Rodrigo Garro      | Corinthians | 10       | 10   | 36     |
| 2   | Estêvão Willian    | Palmeiras   | 9        | 13   | 31     |
| 3   | Jefferson Savarino | Bahia       | 7        | 8    | 28     |
|     | Ganso              | Fluminense  | 7        | 3    | 32     |
|     | Matheus Pereira    | Cruzeiro    | 7        | 8    | 34     |

### Weiße Weste Torhüter
Die Liste weist die Anzahl der Spiele ohne Gegentor auf.
| Pl. | Spieler            | Verein     | Spiele ohne Tor | Gesamt Spiele |
| --- | ------------------ | ---------- | --------------- | ------------- |
| 1   | Wéverton           | Palmeiras  | 16              | 37            |
|     | John Victor        | Botafogo   | 16              | 34            |
| 3   | Fabio              | Fluminense | 13              | 37            |
|     | João Ricardo Riedi | Fortaleza  | 13              | 38            |
| 5   | Marcos Felipe      | Bahia      | 9               | 34            |
|     | Walter             | Cuiabá     | 9               | 36            |

## Die Meistermannschaft
Genannt wurden alle Spieler, die mindestens einmal im Kader standen. Die Zahlen in Klammern weisen die Anzahl der Einsätze und Tore aus.
| 3. Titel | Botafogo FR |
|          | - Tor: Lucas Barreto (0 Spiele/kein Tor), Roberto Júnior Fernández (4/0), Raul Steffens (0/0), John Victor (34/0) - Abwehr: Adryelson (7/1), Bastos (32/3), Alexander Barboza (27/0), Cuiabano (25/4), Lucas Halter (17/1), Hugo (9/0), Fernando Marçal (16/1), Pablo (1/0), Mateo Ponte (17/3), Rafael (1/0), Alex Telles (11/0), Vitinho (11/0) - Mittelfeld: Allan (11/0), Thiago Almada (17/1), Danilo (24/3), Carlos Eduardo (17/2), Marlon Freitas (32/0), Gregore (33/3), Kauê (8/1), Óscar Romero (19/1), Tchê Tchê (28/0) - Angriff: Carlos Alberto (7/1), Fabiano (1/0), Luiz Henrique (35/7), Matheus Martins (13/2), Jefferson Savarino (28/8), Jeffinho (7/1), Igor Jesus (22/5), Matheus Nascimento (1/0), Júnior Santos (24/4), Tiquinho Soares (29/5), Yarlen (4/0) - Trainer: Artur Jorge |

Nachstehende Spieler standen am Saisonende nicht mehr im Kader:
- Diego Hernandez bestritt zehn Spiele (kein Tor), wechselte aber im Juli auf Leihbasis zum Club León.
- Jacob Montes bestritt ein Spiel (ein Tor), wechselte aber im Juli zum RWD Molenbeek.
- Patrick de Paula bestritt vier Spiele (kein Tor), wechselte aber im August auf Leihbasis zum Criciúma EC.
- Luis Segovia bestritt keine Spiele, stand 14 Mal im Kader, wechselte aber im August auf Leihbasis zum Clube de Regatas Brasil.
- Damián Suárez bestritt 17 Spiele (kein Tor), wechselte aber im August zu Peñarol Montevideo.

## Auszeichnungen

### Spieler des Monats
Jeden Monat wird durch Journalisten, welche durch den Verband ausgewählt wurden, ein Spieler ausgezeichnet.
| Monat     | Name               | Klub             | Position          | Einsätze | Tore | Vorlagen | Quelle |
| --------- | ------------------ | ---------------- | ----------------- | -------- | ---- | -------- | ------ |
| April     | Gustavo Scarpa     | Atlético Mineiro | Mittelfeldspieler | 4        | 2    | 2        | [ 11 ] |
| Mai       | Nicolás De La Cruz | CR Flamengo      | Mittelfeldspieler | 2        | 0    | 0        | [ 12 ] |
| Juni      | Pedro              | CR Flamengo      | Stürmer           | 7        | 4    | 4        | [ 13 ] |
| Juli      | Pedro              | CR Flamengo      | Stürmer           | 6        | 4    | 1        | [ 14 ] |
| August    | Luiz Henrique      | Botafogo FR      | Stürmer           | 4        | 1    | 0        | [ 15 ] |
| September | Alan Patrick       | Internacional    | Mittelfeldspieler | 6        | 4    | 2        | [ 16 ] |
| Oktober   | Gerson             | CR Flamengo      | Mittelfeldspieler | 3        | 0    | 2        | [ 17 ] |

### Torhüter des Monats
Jeden Monat wird durch Journalisten, welche durch den Verband ausgewählt wurden, ein Trainer ausgezeichnet.
| Monat     | Name               | Klub                 | Spiele | Quelle |
| --------- | ------------------ | -------------------- | ------ | ------ |
| April     | Bento              | Athletico Paranaense | 4      | [ 18 ] |
| Mai       | Bento              | Athletico Paranaense | 2      | [ 19 ] |
| Juni      | Wéverton           | SE Palmeiras         | 6      | [ 20 ] |
| Juli      | João Ricardo Riedi | Fortaleza EC         | 7      | [ 21 ] |
| August    | Hugo Souza         | SC Corinthians       | 4      | [ 22 ] |
| September | Wéverton           | SE Palmeiras         | 4      | [ 23 ] |
| Oktober   | Hugo Souza         | SC Corinthians       | 3      | [ 24 ] |

### Bola de Ouro und Bola de Prata
Am Ende der Saison erhielt Estêvão Willian den Bola de Ouro der Sportzeitschrift Placar als bester Spieler der Meisterschaft. Er war der bis dahin jüngster Preisträger dieser Trophäe. Placar ehrte auch seine Mannschaft des Jahres mit dem Bola de Prata. Dieses waren:
- Bester Spieler (Bola de Ouro):  Estêvão Willian (Palmeiras)
- Tor:  John Victor (Botafogo)
- Abwehr:  Bastos (Botafogo),  Gustavo Gómez (Palmeiras),  Alexandro Bernabei (Internacional),  William (Cruzeiro)
- Mittelfeld:  Marlon Freitas (Botafogo),  Alan Patrick (Internacional),  Jefferson Savarino (Botafogo),  Rodrigo Garro (Corinthians)
- Angriff:  Estêvão Willian (Palmeiras),  Luiz Henrique (Botafogo)
- Bester Trainer (Prêmio Telê Santana):  Artur Jorge (Botafogo)
- Schönstes Tor:  Yuri Alberto (Corinthians)
- Entdeckung des Jahres:  Estêvão Willian (Palmeiras)

### Prêmio Craque do Brasileirão
Die Preise des Prêmio Craque do Brasileirão vom nationalen Verband CBF und dem Fernsehsender Rede Globo gingen an:
- Bester Spieler: Estêvão Willian (Palmeiras)
- Tor: John Victor (Botafogo)
- Abwehr: Wesley França (Flamengo), Alexander Barboza (Botafogo), Bastos (Botafogo), Alexandro Bernabei (Internacional)
- Mittelfeld: Gerson (Flamengo), Marlon Freitas (Botafogo), Rodrigo Garro (Corinthians), Alan Patrick (Internacional)
- Angriff: Luiz Henrique (Botafogo), Estêvão Willian (Palmeiras)
- Bester Trainer: Artur Jorge (Botafogo)
- Entdeckung des Jahres: Estêvão Willian (Palmeiras)
- Wahl der Fans: Rodrigo Garro (Corinthians)
- Schönstes Tor: Alerrandro (Vitória), Fallrückziehertor gegen Cruzeiro, 2:2-Unentschieden in der 23. Runde
- Fair Play Preis: EC Bahia, als der Verein, der die Integrität seiner Gegner am meisten respektierte.

## Stadien, Ausrüster, Titel, Trainer
| Name            | Ort               | Staat             | Stadion           | Kapazität | Platz 2023  | Meistertitel                                                                       | Ausrüster                   | Trainer *             |
| --------------- | ----------------- | ----------------- | ----------------- | --------- | ----------- | ---------------------------------------------------------------------------------- | --------------------------- | --------------------- |
| Ath. Paranaense | Curitiba          | Paraná            | Arena da Baixada  | 42.370    | 8. Série A  | 01 (2001)                                                                          | Umbro                       | Alexi Stival          |
| Atlético (GO)   | Goiânia           | Goiás             | Antônio Accioly   | 12.500    | 4. Série B  | 0                                                                                  | Dragão Premium (Eigenmarke) | Jair Ventura          |
| Atlético (MG)   | Belo Horizonte    | Minas Gerais      | Arena MRV         | 46.000    | 3. Série A  | 03 (1936, 1971, 2021)                                                              | Adidas                      | Gabriel Milito        |
| Bahia           | Salvador          | Bahia             | Arena Fonte Nova  | 50.025    | 16. Série A | 02 (1959, 1988)                                                                    | Esquadrão (Eigenmarke)      | Rogério Ceni          |
| Botafogo        | Rio de Janeiro    | Rio de Janeiro    | Engenhão          | 44.661    | 5. Série A  | 02 (1959, 1988)                                                                    | Reebok                      | Artur Jorge           |
| Bragantino      | Bragança Paulista | São Paulo         | Nabi Abi Chedid   | 15.010    | 6. Série A  | 0                                                                                  | New Balance                 | Pedro Caixinha        |
| Corinthians     | São Paulo         | São Paulo         | Arena Corinthians | 47.605    | 13. Série A | 07 (1990, 1998, 1999, 2005, 2011, 2015, 2017)                                      | Nike                        | António Oliveira      |
| Criciúma        | Criciúma          | Santa Catarina    | Heriberto Hülse   | 19.225    | 3. Série B  | 01 (1985)                                                                          | Volt Sport                  | Cláudio Tencati       |
| Cruzeiro        | Belo Horizonte    | Minas Gerais      | Mineirão          | 61.927    | 14. Série A | 04 (1966, 2003, 2013, 2014)                                                        | Adidas                      | Fernando Seabra       |
| Cuiabá          | Cuiabá            | Mato Grosso       | Arena Pantanal    | 44.000    | 12. Série A | 0                                                                                  | Kappa                       | Luiz Fernando Iubel   |
| Flamengo        | Rio de Janeiro    | Rio de Janeiro    | Maracanã          | 78.838    | 4. Série A  | 07 (1980, 1982, 1983, 1992, 2009, 2019, 2020)                                      | Adidas                      | Tite                  |
| Fluminense      | Rio de Janeiro    | Rio de Janeiro    | Maracanã          | 78.838    | 7. Série A  | 04 (1970, 1984, 2010, 2012)                                                        | Umbro                       | Fernando Diniz        |
| Fortaleza       | Fortaleza         | Ceará             | Castelão          | 63.903    | 10. Série A | 0                                                                                  | Volt Sport                  | Juan Pablo Vojvoda    |
| Grêmio          | Porto Alegre      | Rio Grande do Sul | Arena do Grêmio   | 55.662    | 2. Série A  | 02 (1981, 1996)                                                                    | Umbro                       | Renato Gaúcho         |
| Internacional   | Porto Alegre      | Rio Grande do Sul | Estádio Beira-Rio | 50.842    | 9. Série A  | 03 (1975, 1976, 1979)                                                              | Adidas                      | Eduardo Coudet        |
| Juventude       | Caxias do Sul     | Rio Grande do Sul | Alfredo Jaconi    | 19.924    | 2. Série B  | 0                                                                                  | 19Treze (Eigenmarke)        | Roger Machado Marques |
| Palmeiras       | São Paulo         | São Paulo         | Allianz Parque    | 43.713    | 1. Série A  | 12 (1960, 1967 RGP, 1967 TB, 1969, 1972, 1973, 1993, 1994, 2016, 2018, 2022, 2023) | Puma                        | Abel Ferreira         |
| São Paulo       | São Paulo         | São Paulo         | Morumbi           | 72.039    | 11. Série A | 06 (1977, 1986, 1991, 2006, 2007, 2008)                                            | New Balance                 | Thiago Carpini        |
| Vasco da Gama   | Rio de Janeiro    | Rio de Janeiro    | São Januário      | 21.680    | 15. Série A | 04 (1974, 1989, 1997, 2000)                                                        | Kappa                       | Ramón Díaz            |
| Vitória         | Salvador          | Bahia             | Barradão          | 29.168    | 1. Série B  | 08 (1961, 1962, 1963, 1964, 1965, 1968, 2002, 2004)                                | Volt Sport                  | Léo Condé             |

## Trainerwechsel
Der erste Trainerwechsel fanden nach dem zweiten Spieltag beim FC São Paulo statt. Bereits im Vorjahr hatte der Klub seinen Trainer nach dem ersten Spieltag entlassen. Nach dem zehnten Spieltag wechselte der CR Vasco da Gama das zweite Mal innerhalb der Saison und Atlético Goianiense nach dem 31. zum dritten Mal.
| Klub                 | Gegangener Trainer    | Datum         | Spieltag | Tabellenposi. | Quelle | Neuer Trainer                         | Datum                      | Quelle        |
| -------------------- | --------------------- | ------------- | -------- | ------------- | ------ | ------------------------------------- | -------------------------- | ------------- |
| São Paulo            | Thiago Carpini        | 18. Apr. 2024 | 2        | 19.           | [ 27 ] | Luis Zubeldía                         | 20. Apr. 2024              | [ 28 ]        |
| Vasco da Gama        | Ramón Díaz            | 27. Apr. 2024 | 4        | 16.           | [ 29 ] | Álvaro Pacheco                        | 21. Mai 2024               | [ 30 ]        |
| Cuiabá               | Luiz Fernando Iubel   | 1. Mai 2024   | 4        | 20.           | [ 31 ] | Petit                                 | 1. Mai 2024                | [ 32 ]        |
| Vitória              | Leonardo Condé        | 14. Mai 2024  | 6        | 18.           | [ 33 ] | Thiago Carpini                        | 15. Mai 2024               | [ 34 ]        |
| Vasco da Gama        | Álvaro Pacheco        | 20. Juni 2024 | 10       | 17.           | [ 35 ] | Rafael Paiva                          | 20. Juni 2024              | [ 36 ]        |
| Atlético Goianiense  | Jair Ventura          | 21. Juni 2024 | 10       | 16.           | [ 37 ] | Vagner Mancini                        | 4. Juli 2024               | [ 38 ]        |
| Athletico Paranaense | Alexi Stival          | 24. Juni 2024 | 11       | 5.            | [ 39 ] | Martín Varini                         | 7. Juli 2024               | [ 40 ]        |
| Fluminense           | Fernando Diniz        | 24. Juni 2024 | 11       | 20.           | [ 41 ] | Marcão (Interimstrainer) Mano Menezes | 25. Juni 2024 1. Juli 2024 | [ 42 ] [ 43 ] |
| Corinthians          | António Oliveira      | 2. Juli 2024  | 13       | 19.           | [ 44 ] | Ramón Díaz                            | 10. Juli 2024              | [ 45 ]        |
| Internacional        | Eduardo Coudet        | 10. Juli 2024 | 14       | 11.           | [ 46 ] | Roger Machado Marques                 | 18. Juli 2024              | [ 47 ]        |
| Juventude            | Roger Machado Marques | 17. Juli 2024 | 17       | 12.           | [ 48 ] | Jair Ventura                          | 17. Juli 2024              | [ 49 ]        |
| Atlético Goianiense  | Vagner Mancini        | 5. Aug. 2024  | 21       | 20.           | [ 50 ] | Umberto Louzer                        | 5. Aug. 2024               | [ 51 ]        |
| Cuiabá               | Petit                 | 27. Aug. 2024 | 24       | 19.           | [ 52 ] | Bernardo Franco                       | 28. Aug. 2024              | [ 53 ]        |
| Cruzeiro             | Fernando Seabra       | 23. Sep. 2024 | 27       | 7.            | [ 54 ] | Fernando Diniz                        | 23. Sep. 2024              | [ 55 ]        |
| Athletico Paranaense | Martín Varini         | 23. Sep. 2024 | 27       | 13.           | [ 56 ] | Luis González                         | 24. Sep. 2024              | [ 57 ]        |
| Flamengo             | Tite                  | 30. Sep. 2024 | 28       | 4.            | [ 58 ] | Filipe Luís                           | 1. Okt. 2024               | [ 59 ]        |
| Juventude            | Jair Ventura          | 26. Okt. 2024 | 31       | 17.           | [ 60 ] | Fábio Matias                          | 27. Okt. 2024              | [ 61 ]        |
| Bragantino           | Pedro Caixinha        | 27. Okt. 2024 | 31       | 16.           | [ 62 ] | Fernando Seabra                       | 31. Okt. 2024              | [ 63 ]        |
| Atlético Goianiense  | Umberto Louzer        | 29. Okt. 2024 | 31       | 20.           | [ 64 ] | Anderson Gomes                        | 31. Okt. 2024              | [ 65 ]        |
| Vasco da Gama        | Rafael Paiva          | 24. Nov. 2024 | 35       | 11.           | [ 66 ] | Felipe Maestro (Interimstrainer)      | 27. Nov. 2024              | [ 67 ]        |
| Atlético Mineiro     | Gabriel Milito        | 4. Dez. 2024  | 37       | 14.           | [ 68 ] | Lucas Gonçalves (Interimstrainer)     | 4. Dez. 2024               | [ 69 ]        |

## Preisgelder
Das erreichten Platzierungen entschieden über die Höhe der Preisgelder. Die vier Absteiger erhielten keine Gelder. Die Gesamtprämie von 481,6 Millionen Real teilten sich wie folgt auf.
- Botafogo: 48,1 Mio.
- Palmeiras: 45,7 Mio.
- Flamengo: 43,3 Mio.
- Fortaleza: 40,9 Mio.
- Internacional: 38,5 Mio.
- São Paulo: 36,1 Mio.
- Corinthians: 33,7 Mio.
- Bahia: 31,3 Mio.
- Cruzeiro: 28,8 Mio.
- Vasco da Gama: 26,4 Mio.
- Vitória: 20,7 Mio.
- Atlético Mineiro: 19,2 Mio.
- Fluminense: 17,8 Mio.
- Grêmio: 17,3 Mio.
- Juventude: 16,8 Mio.
- Bragantino: 16,3 Mio.

Über alle nationalen und internationalen Wettbewerbe hinweg gesehen, war Botafogo im Jahr 2024 der Klub mit den höchsten Einnahmen. In der nachfolgenden Tabelle sind alle Werte in Real angegeben.
| Name          | Copa Libertadores | Copa Sudamericana | Recopa Sudamericana | Interkontinental-Pokal | Série A       | Copa do Brasil | Supercopa     | Nordeste / Copa Verde | Staatsmeisterschaft | Gesamt         |
| ------------- | ----------------- | ----------------- | ------------------- | ---------------------- | ------------- | -------------- | ------------- | --------------------- | ------------------- | -------------- |
| Athletico-PR  | -                 | 19.103.780,00     | -                   | -                      | -             | 10.200.000,00  | -             | -                     | -                   | 29.303.780,00  |
| Atlético-GO   | -                 | -                 | -                   | -                      | -             | 9.000.000,00   | -             | -                     | -                   | 9.000.000,00   |
| Atlético-MG   | 102.168.950,00    | -                 | -                   | -                      | 19.200.000,00 | 51.100.000,00  | -             | -                     | -                   | 172.468.950,00 |
| Bahia         | -                 | -                 | -                   | -                      | 31.300.000,00 | 13.500.000,00  | -             | 4.620.607,00          | -                   | 49.420.607,00  |
| Botafogo      | 201.560.250,00    | -                 | -                   | 6.050.000,00           | 48.100.000,00 | 5.700.000,00   | -             | -                     | -                   | 261.410.250,00 |
| Bragantino    | 3.022.650,00      | 14.871.930,00     | -                   | -                      | 16.300.000,00 | 5.700.000,00   | -             | -                     | -                   | 39.894.580,00  |
| Corinthians   | -                 | -                 | 20.917.430,00       | -                      | 33.700.000,00 | 22.900.000,00  | -             | -                     | -                   | 77.517.430,00  |
| Criciúma      | -                 | -                 | -                   | -                      | -             | 5.500.000,00   | -             | -                     | 100.000,00          | 5.600.000,00   |
| Cruzeiro      | -                 | 32.313.197,50     | -                   | -                      | 28.800.000,00 | 1.500.000,00   | -             | -                     | -                   | 62.613.197,50  |
| Cuiabá        | -                 | 10.549.397,50     | -                   | -                      | -             | 5.400.000,00   | -             | -                     | -                   | 15.949.397,50  |
| Flamengo      | 41.955.770,00     | -                 | -                   | -                      | 43.300.000,00 | 93.100.000,00  | -             | -                     | -                   | 178.355.770,00 |
| Fluminense    | 41.955.770,00     | -                 | 10.881.900,00       | -                      | 17.800.000,00 | 5.700.000,00   | -             | -                     | -                   | 76.337.670,00  |
| Fortaleza     | -                 | 16.081.030,00     | -                   | -                      | 40.900.000,00 | 5.500.000,00   | -             | 6.714.607,00          | -                   | 69.195.637,00  |
| Grêmio        | 31.678.420,00     | -                 | -                   | -                      | 17.300.000,00 | 5.700.000,00   | -             | -                     | -                   | 54.678.420,00  |
| Internacional | -                 | 10.549.397,50     | -                   | -                      | 38.500.000,00 | 5.500.000,00   | -             | -                     | -                   | 54.549.397,50  |
| Juventude     | -                 | -                 | -                   | -                      | 16.800.000,00 | 13.500.000,00  | -             | -                     | -                   | 30.300.000,00  |
| Palmeiras     | 33.673.435,00     | -                 | -                   | -                      | 45.700.000,00 | 5.700.000,00   | 5.500.000,00  | -                     | 5.000.000,00        | 95.573.435,00  |
| São Paulo     | 43.950.785,00     | -                 | -                   | -                      | 36.100.000,00 | 10.200.000,00  | 11.550.000,00 | -                     | -                   | 101.800.785,00 |
| Vasco         | -                 | -                 | -                   | -                      | 26.400.000,00 | 22.900.000,00  | -             | -                     | -                   | 49.300.000,00  |
| Vitória       | -                 | -                 | -                   | -                      | 20.700.000,00 | 2.200.000,00   | -             | 2.522.705,00          | -                   | 25.422.705,00  |

### Umsätze
Im August 2024 wurden die Umsatzzahlen der Klubs veröffentlicht. Die genannten Werte sind in Real angegeben.
| Name          | Umsatz          | Überschuss/Defizit | Verbindlichkeiten |
| ------------- | --------------- | ------------------ | ----------------- |
| Athletico-PR  | 449,5 Millionen | +23,4 Millionen    | 378,7 Millionen   |
| Atlético-GO   | 113,4 Millionen | −45,1 Millionen    | 53,1 Millionen    |
| Atlético-MG   | 615 Millionen   | −299,3 Millionen   | 2,3 Milliarden    |
| Bahia         | 277,6 Millionen | −246,5 Millionen   | 1,4 Milliarden    |
| Botafogo      | 719,7 Millionen | −299,9 Millionen   | 1,5 Milliarden    |
| Bragantino    | 573,1 Millionen | +31 Millionen      | 776,7 Millionen   |
| Corinthians   | 1,1 Milliarden  | −181,7 Millionen   | 2,4 Milliarden    |
| Criciúma      | 70,7 Millionen  | −28,9 Millionen    | 12,8 Millionen    |
| Cruzeiro      | 320,1 Millionen | −169,9 Millionen   | 1,3 Milliarden    |
| Cuiabá        | 218,8 Millionen | +64,7 Millionen    | 36,7 Millionen    |
| Flamengo      | 1,3 Milliarden  | −2,6 Millionen     | 1,1 Milliarden    |
| Fluminense    | 678 Millionen   | +114.000           | 865,7 Millionen   |
| Fortaleza     | 277,7 Millionen | −80,3 Millionen    | 212,4 Millionen   |
| Grêmio        | 603,3 Millionen | +43,5 Millionen    | 796 Millionen     |
| Internacional | 561,1 Millionen | −34,4 Millionen    | 1,2 Milliarden    |
| Juventude     | 134 Millionen   | +34,2 Millionen    | 45,4 Millionen    |
| Palmeiras     | 1,2 Milliarden  | +198,1 Millionen   | 1,4 Milliarden    |
| São Paulo     | 731,9 Millionen | −287,6 Millionen   | 1,8 Milliarden    |
| Vasco         | 396,1 Millionen | −105,2 Millionen   | 1,2 Milliarden    |
| Vitória       | 184,3 Millionen | −41,3 Millionen    | 628,4 Millionen   |

## Zuschauer
Stand Saisonende

### Zuschauer per Klub-Heimspiel
Gewertet wurden nur die Eintritt zahlenden Zuschauer sowie der Klub als Ausrichter.
| Pl.    | Klub          | Durchsch. | Gesamt    | Spieltage |
| ------ | ------------- | --------- | --------- | --------- |
| 1      | Flamengo      | 50.449    | 908.474   | 18        |
| 2      | Corinthians   | 43.605    | 828.501   | 19        |
| 3      | São Paulo     | 39.903    | 758.157   | 19        |
| 4      | Bahia         | 35.399    | 637.186   | 19        |
| 5      | Fluminense    | 32.171    | 611.240   | 19        |
| 6      | Palmeiras     | 31.148    | 560.666   | 18        |
| 7      | Internacional | 30.820    | 585.584   | 19        |
| 8      | Athletico-PR  | 30.254    | 574.824   | 19        |
| 9      | Fortaleza     | 30.062    | 541.118   | 18        |
| 10     | Cruzeiro      | 30.028    | 540.511   | 18        |
| 11     | Atlético-MG   | 28.961    | 463.380   | 16        |
| 12     | Botafogo      | 25.154    | 452.764   | 18        |
| 13     | Vitória       | 23.249    | 441.731   | 19        |
| 14     | Vasco         | 20.248    | 384.719   | 19        |
| 15     | Grêmio        | 19.103    | 343.857   | 18        |
| 16     | Criciúma      | 13.667    | 259.676   | 19        |
| 17     | Juventude     | 8.402     | 151.232   | 18        |
| 18     | Atlético-GO   | 7.168     | 136.189   | 19        |
| 19     | Bragantino    | 5.818     | 104.725   | 18        |
| 20     | Cuiabá        | 5.733     | 103.195   | 18        |
| Gesamt | Gesamt        | 25.579    | 9.387.332 |           |

### Die 10 meistbesuchten Spiele
| Pl. | Anzahl | Heim          | Ergebnis | Gast             | Stadion            | Datum         | Spieltag | Quelle |
| --- | ------ | ------------- | -------- | ---------------- | ------------------ | ------------- | -------- | ------ |
| 1   | 64.848 | Vasco da Gama | 0:1      | Palmeiras        | Mané Garrincha     | 22. September | 27.      | [ 74 ] |
| 2   | 60.127 | Flamengo      | 2:1      | Criciúma         | Mané Garrincha     | 20. Juli      | 18.      | [ 75 ] |
| 3   | 59.639 | Flamengo      | 0:0      | Atlético Mineiro | Maracanã           | 13. November  | 33.      | [ 76 ] |
| 4   | 59.463 | Flamengo      | 1:1      | Vasco da Gama    | Maracanã           | 15. September | 26.      | [ 77 ] |
| 5   | 58.065 | São Paulo     | 1:0      | Flamengo         | Estádio do Morumbi | 3. August     | 21.      | [ 78 ] |
| 6   | 57.673 | Flamengo      | 2:0      | Atlético-GO      | Maracanã           | 28. Juli      | 20.      | [ 79 ] |
| 7   | 57.587 | Botafogo      | 1:1      | Criciúma         | Maracanã           | 18. Oktober   | 30.      | [ 80 ] |
| 8   | 57.525 | Cruzeiro      | 0:0      | Atlético Mineiro | Mineirão           | 10. August    | 22.      | [ 81 ] |
| 9   | 56.840 | Flamengo      | 4:2      | Juventude        | Maracanã           | 26. Oktober   | 32.      | [ 82 ] |
| 10  | 56.646 | Fortaleza     | 0:0      | Flamengo         | Arena Castelão     | 26. November  | 35.      | [ 83 ] |

### 10 wenigsten besuchten Spiele
| Pl. | Anzahl | Heim        | Ergebnis | Gast             | Stadion         | Datum        | Spieltag | Quelle |
| --- | ------ | ----------- | -------- | ---------------- | --------------- | ------------ | -------- | ------ |
| 1   | 1.684  | Cuiabá      | 1:2      | Bahia            | Arena Pantanal  | 30. November | 36.      | [ 84 ] |
| 2   | 2.236  | Atlético-GO | 0:0      | Bragantino       | Antônio Accioly | 9. November  | 33.      | [ 85 ] |
| 3   | 2.624  | Cuiabá      | 2:1      | Criciúma         | Arena Pantanal  | 31. August   | 25.      | [ 86 ] |
| 4   | 2.643  | Atlético-GO | 0:0      | Cuiabá           | Antônio Accioly | 18. Oktober  | 30.      | [ 87 ] |
| 5   | 2.798  | Cuiabá      | 0:0      | Vitória          | Arena Pantanal  | 5. Juni      | 2.       | [ 88 ] |
| 6   | 2.855  | Cuiabá      | 0:0      | Juventude        | Arena Pantanal  | 5. September | 16.      | [ 89 ] |
| 7   | 3.007  | Atlético-GO | 3:1      | Fortaleza        | Antônio Accioly | 4. Dezember  | 37.      | [ 90 ] |
| 8   | 3.018  | Bragantino  | 3:1      | Atlético-GO      | Nabizão         | 3. Juli      | 13.      | [ 91 ] |
| 9   | 3.257  | Atlético-GO | 1:0      | Atlético Mineiro | Antônio Accioly | 6. November  | 32.      | [ 92 ] |
| 10  | 3.275  | Bragantino  | 2:1      | Juventude        | Nabizão         | 15. Juni     | 9.       | [ 93 ] |

## Statistiken

### Verwarnungen
Am ersten Spieltag sprachen die Schiedsrichter die meisten Verwarnungen gegenüber Spielern seit der Série A 2015 aus. Insgesamt wurden 74 gelbe Karten und vier rote Karten gezogen.
Die meisten Verwarnungen der letzten 10 Jahre waren:
| Saison       | Spieltag | Gelbe Karte | Rote Karte | Gesamt |
| ------------ | -------- | ----------- | ---------- | ------ |
| Série A 2024 | 1        | 74          | 4          | 78     |
| Série A 2015 | 3        | 72          | 4          | 76     |
| Série A 2023 | 20       | 70          | 1          | 71     |
| Série A 2021 | 35       | 67          | 3          | 70     |
| Série A 2017 | 38       | 64          | 6          | 70     |
| Série A 2022 | 37       | 65          | 4          | 69     |
| Série A 2019 | 14       | 62          | 6          | 68     |
| Série A 2015 | 8        | 61          | 7          | 68     |
| Série A 2023 | 3        | 60          | 7          | 67     |
| Série A 2023 | 4        | 65          | 2          | 67     |

Unter Berücksichtigung von Verwarnungen gegenüber Spielern und den Trainerstäben, brach der erste Spieltag einen Rekord aus dem Vorjahr.
| Saison       | Spieltag | Gelbe Karte | Rote Karte | Gesamt |
| ------------ | -------- | ----------- | ---------- | ------ |
| Série A 2024 | 1        | 79          | 8          | 87     |
| Série A 2023 | 20       | 75          | 2          | 77     |
| Série A 2015 | 3        | 72          | 4          | 76     |
| Série A 2023 | 3        | 67          | 8          | 75     |
| Série A 2021 | 35       | 70          | 4          | 74     |
| Série A 2022 | 37       | 67          | 5          | 72     |
| Série A 2019 | 6        | 69          | 2          | 71     |
| Série A 2017 | 38       | 64          | 6          | 70     |
| Série A 2020 | 19       | 64          | 6          | 70     |
| Série A 2022 | 13       | 59          | 11         | 70     |
| Série A 2022 | 27       | 60          | 11         | 70     |
| Série A 2023 | 4        | 68          | 2          | 70     |
| Série A 2023 | 6        | 67          | 3          | 70     |

### Statistik zu ausländischen Spielern
Zum Saisonstart befanden sich 120 ausländische Spieler in den 20 Klubs. Spieler, welche neben der brasilianischen noch eine weitere Staatsbürgerschaft verfügen wurden nicht mit gewertet.

#### Anzahl ausländischer Spieler nach Klub
- Botafogo – 10
- Athletico-PR – 9
- Internacional – 9
- São Paulo – 9
- Fortaleza – 8
- Grêmio – 8
- Atlético-MG – 7
- Cruzeiro – 7
- Vasco – 7
- Atlético-GO – 6
- Bragantino – 6
- Criciúma – 6
- Flamengo – 6
- Bahia – 5
- Corinthians – 5
- Palmeiras – 5
- Fluminense – 4
- Vitória – 3
- Cuiabá – 2
- Juventude – 1

#### Anzahl ausländischer Spieler nach Nationalität
- Argentinien – 42
- Uruguay – 23
- Kolumbien – 16
- Paraguay – 11
- Ecuador – 10
- Chile – 7
- Venezuela – 5
- Frankreich – 2
- Angola – 1
- Bolivien – 1
- Peru – 1
- Portugal – 1
- Senegal – 1
- Spanien – 1
- USA – 1

#### Ausländische Spieler nach Klub
| Klub          | Staat              | Name                      |
| ------------- | ------------------ | ------------------------- |
| Athletico-PR  | Paraguay           | Romeo Benítez             |
| Athletico-PR  | Uruguay            | Agustín Canobbio          |
| Athletico-PR  | Argentinien        | Tomás Cuello              |
| Athletico-PR  | Argentinien        | Lucas Esquivel            |
| Athletico-PR  | Paraguay           | Mateo Gamarra             |
| Athletico-PR  | Argentinien        | Bruno Zapelli             |
| Atlético-GO   | Chile              | Ángelo Araos              |
| Atlético-GO   | Uruguay            | Alejo Cruz                |
| Atlético-GO   | Kolumbien          | Yony González             |
| Atlético-GO   | Kolumbien          | Yeferson Rodallega        |
| Atlético-GO   | Uruguay            | Emiliano Rodríguez        |
| Atlético-GO   | Kolumbien          | Mateo Zuleta              |
| Atlético-MG   | Argentinien        | Rodrigo Battaglia         |
| Atlético-MG   | Ecuador            | Alan Franco               |
| Atlético-MG   | Uruguay            | Mauricio Lemos            |
| Atlético-MG   | Kolumbien          | Brahian Palacios          |
| Atlético-MG   | Argentinien        | Renzo Saravia             |
| Atlético-MG   | Chile              | Eduardo Vargas            |
| Atlético-MG   | Argentinien        | Matías Zaracho            |
| Bahia         | Uruguay            | Nicolás Acevedo           |
| Bahia         | Kolumbien          | Santiago Arias            |
| Bahia         | Argentinien        | Víctor Cuesta             |
| Bahia         | Uruguay            | Carlos De Pena            |
| Botafogo      | Angola             | Bastos                    |
| Botafogo      | Argentinien        | Alexander Barboza         |
| Botafogo      | Paraguay           | Roberto Júnior Fernández  |
| Botafogo      | Uruguay            | Diego Hernández           |
| Botafogo      | Vereinigte Staaten | Jacob Montes              |
| Botafogo      | Uruguay            | Mateo Ponte               |
| Botafogo      | Paraguay           | Óscar Romero              |
| Botafogo      | Venezuela          | Jefferson Savarino        |
| Botafogo      | Ecuador            | Luis Segovia              |
| Botafogo      | Uruguay            | Damián Suárez             |
| Bragantino    | Uruguay            | Thiago Borbas             |
| Bragantino    | Ecuador            | José Hurtado              |
| Bragantino    | Uruguay            | Ignacio Laquintana        |
| Bragantino    | Kolumbien          | Henry Mosquera            |
| Bragantino    | Kolumbien          | Yani Quintero             |
| Bragantino    | Ecuador            | Leonardo Realpe           |
| Corinthians   | Argentinien        | Rodrigo Garro             |
| Corinthians   | Ecuador            | Diego Palacios            |
| Corinthians   | Paraguay           | Ángel Romero              |
| Corinthians   | Ecuador            | Félix Torres              |
| Corinthians   | Argentinien        | Fausto Vera               |
| Criciúma      | Venezuela          | Wilker Ángel              |
| Criciúma      | Uruguay            | Baltasar Barcia           |
| Criciúma      | Frankreich         | Yannick Bolasie           |
| Criciúma      | Kolumbien          | Yerson Candelo            |
| Criciúma      | Portugal           | Tobias Figueiredo         |
| Criciúma      | Peru               | Miguel Trauco             |
| Cruzeiro      | Argentinien        | Álvaro Barreal            |
| Cruzeiro      | Ecuador            | José Cifuentes            |
| Cruzeiro      | Argentinien        | Juan Dinenno              |
| Cruzeiro      | Bolivien           | Marcelo Moreno *          |
| Cruzeiro      | Kolumbien          | Helibelton Palacios       |
| Cruzeiro      | Argentinien        | Lucas Romero              |
| Cruzeiro      | Argentinien        | Lucas Villalba            |
| Cuiabá        | Argentinien        | Luciano Giménez           |
| Cuiabá        | Paraguay           | Isidro Pitta              |
| Flamengo      | Uruguay            | Giorgian De Arrascaeta    |
| Flamengo      | Uruguay            | Nicolás De La Cruz        |
| Flamengo      | Chile              | Erick Pulgar              |
| Flamengo      | Argentinien        | Agustín Rossi             |
| Flamengo      | Uruguay            | Guillermo Varela          |
| Flamengo      | Uruguay            | Matías Viña               |
| Fluminense    | Kolumbien          | Jhon Arias                |
| Fluminense    | Argentinien        | Germán Cano               |
| Fluminense    | Kolumbien          | Jan Lucumí                |
| Fluminense    | Uruguay            | David Terans              |
| Fortaleza     | Venezuela          | Kervin Andrade            |
| Fortaleza     | Argentinien        | Emanuel Brítez            |
| Fortaleza     | Argentinien        | Tomás Cardona             |
| Fortaleza     | Chile              | Benjamín Kuscevic         |
| Fortaleza     | Argentinien        | Juan Martín Lucero        |
| Fortaleza     | Argentinien        | Imanol Machuca            |
| Fortaleza     | Argentinien        | Emmanuel Martínez         |
| Fortaleza     | Argentinien        | Tomás Pochettino          |
| Grêmio        | Argentinien        | Lucas Besozzi             |
| Grêmio        | Uruguay            | Felipe Carballo           |
| Grêmio        | Argentinien        | Franco Cristaldo          |
| Grêmio        | Argentinien        | Walter Kannemann          |
| Grêmio        | Argentinien        | Agustín Marchesín         |
| Grêmio        | Argentinien        | Cristian Pavón            |
| Grêmio        | Venezuela          | Yeferson Soteldo          |
| Grêmio        | Paraguay           | Mathías Villasanti        |
| Internacional | Argentinien        | Gabriel Mercado           |
| Internacional | Argentinien        | Lucas Alario              |
| Internacional | Chile              | Charles Aránguiz          |
| Internacional | Argentinien        | Alexandro Bernabei        |
| Internacional | Kolumbien          | Rafael Borré              |
| Internacional | Argentinien        | Fabricio Bustos           |
| Internacional | Spanien            | Hugo Mallo                |
| Internacional | Uruguay            | Sergio Rochet             |
| Internacional | Ecuador            | Enner Valencia            |
| Juventude     | Argentinien        | Tomi Montefiori           |
| Palmeiras     | Paraguay           | Gustavo Gómez             |
| Palmeiras     | Argentinien        | José Manuel Alberto López |
| Palmeiras     | Argentinien        | Aníbal Moreno             |
| Palmeiras     | Uruguay            | Joaquín Piquerez          |
| Palmeiras     | Kolumbien          | Richard Ríos              |
| São Paulo     | Uruguay            | Michel Araújo             |
| São Paulo     | Ecuador            | Robert Arboleda           |
| São Paulo     | Paraguay           | Damián Bobadilla          |
| São Paulo     | Argentinien        | Jonathan Calleri          |
| São Paulo     | Venezuela          | Nahuel Ferraresi          |
| São Paulo     | Argentinien        | Alan Franco               |
| São Paulo     | Argentinien        | Giuliano Galoppo          |
| São Paulo     | Senegal            | Iba Ly                    |
| São Paulo     | Kolumbien          | James Rodríguez *         |
| Vasco         | Chile              | Pablo Galdames            |
| Vasco         | Chile              | Gary Medel                |
| Vasco         | Frankreich         | Dimitri Payet             |
| Vasco         | Uruguay            | José Luis Rodríguez       |
| Vasco         | Paraguay           | Robert Rojas              |
| Vasco         | Argentinien        | Juan Sforza               |
| Vasco         | Argentinien        | Pablo Vegetti             |
| Vitória       | Paraguay           | Raúl Cáceres              |
| Vitória       | Ecuador            | Erick Castillo            |
| Vitória       | Kolumbien          | Cristian Zapata           |